# Graham Barber
Graham P. Barber (Tring, 5 juni 1958) is een voormalig voetbalscheidsrechter uit Engeland. Hij leidde in totaal 168 duels in de Premier League, waarin hij 610 gele kaarten en 33 rode kaarten uitdeelde. Barber maakte zijn debuut in de hoogste Engelse divisie op 20 augustus 1996, toen hij de wedstrijd Nottingham Forest–Sunderland (1–4) onder zijn hoede had. Hij leidde onder meer de wedstrijd om de UEFA Super Cup 2003 tussen AC Milan en FC Porto.